# Gene Siskel

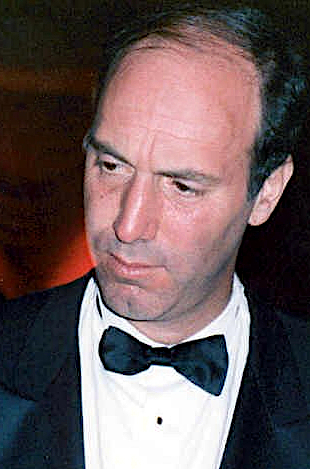
Gene Siskel na 61 ceremonii rozdania Oscarów

Gene Siskel (ur. 26 stycznia 1946, zm. 20 lutego 1999) – amerykański krytyk filmowy, występujący wraz z Rogerem Ebertem.
Urodził się w Chicago. Ukończył studia na Yale University, uzyskując dyplom z filozofii. Od 1969 współpracował z The Chicago Tribune. Od 1975 z Ebertem prowadził program telewizyjny Opening Soon at a Theater Near You. 
Prywatnie był mężem Marlene Iglitzen, producentki telewizyjnej, która poślubił w 1980. Małżonkowie mieli trójkę dzieci, córki Kate i Callie i syna Willa. 
Zmarł na guza mózgu w Evanston. O pozycji krytyka w amerykańskim społeczeństwie świadczy fakt, że jego śmierć była tematem medialnym przez tydzień.